# Simplemente amigos
«Simplemente amigos» es una balada romántica escrita e interpretada por la cantautora mexicana Ana Gabriel. La canción fue producida por Mariano Pérez Bautista y fue lanzada por CBS Discos (ahora Sony Music Latin) el 3 de octubre de 1988, como el primer sencillo de su cuarto álbum de estudio Tierra de nadie (1988). La canción se convirtió en el segundo sencillo número uno de Ana Gabriel en el Billboard Hot Latin Tracks después de Ay amor a finales de 1987.
Simplemente amigos es una de las canciones emblemáticas de Ana Gabriel y una de las canciones más versionadas, además de ser nombrada su primer gran éxito. Así mismo, la canción es considerada un himno LGBT por la comunidad lésbica.

## Historia
Fue producida por Mariano Pérez Bautista. Fue lanzado por CBS Discos (ahora Sony Music Latin) el 20 de marzo de 1989, como el segundo sencillo de su cuarto álbum de estudio Tierra de Nadie (1988). La canción se convirtió en el segundo sencillo número uno de Ana Gabriel en la lista Billboard Hot Latin Tracks después de «Ay amor» a finales de 1987. El éxito de la canción llevó a su álbum principal a su punto máximo en el número uno en Billboard Latin Pop Albums y ventas aproximadas de seis millones de unidades en Latinoamérica.
El título de la canción se usó más tarde en un álbum recopilatorio con canciones de Ana Gabriel y su compañero cantautor mexicano Juan Gabriel.

## Posición en listas de éxitos
La canción debutó en la lista Billboard Hot Latin Tracks en el número 36 en la semana del 20 de mayo de 1989, subiendo al top ten dos semanas después.  Simplemente amigos alcanzó el puesto número uno el 2 de septiembre de 1989, en su decimosexta semana, ocupando este puesto durante dos semanas consecutivas, reemplazando a «Baila mi rumba» del intérprete venezolano José Luis Rodríguez "El Puma" y siendo reemplazado por la cubana Gloria Estefan con « Si Voy a Perderte ». Ocupó el séptimo lugar en la lista de fin de año de Hot Latin Tracks de 1989 y pasó 29 semanas dentro del Top 40 en los Estados Unidos. También alcanzó el número uno de las listas de canciones en español de Guatemala.

## Versiones
«Simplemente amigos» es una de las canciones más versionadas del repertorio de Ana Gabriel. Banda Preciosa de Durango, BXS Bryndis X Siempre, Keyla Caballero, Calor del Norte, David Cedeño, Cumbia Na Na Na, Los Grey's, Grupo Secreto, Grupo Super T, Grupo Flash, Gary Hobbs, Iris, JC y Su Banda Duranguense, Junior Klan, Mónica, Nadia, Emilio Navaira, Quadra, Bienvenido Rodríguez, Oscar Rubio y su Banda Canela, Son de Azúcar y Grupo Violento han grabado versiones de la canción. La cantante mexicana Myriam también hizo su versión de la canción y la incluyó en su álbum Simplemente amigos, un álbum tributo a Ana Gabriel. Este álbum alcanzó el puesto número 1 en la lista de álbumes mexicanos y recibió una certificación de oro en México por ventas superiores a las 300,000 copias.